# Dietmar Kühbauer
Dietmar „Didi“ Kühbauer (* 4. April 1971 in Heiligenkreuz im Lafnitztal) ist ein ehemaliger österreichischer Fußballspieler und heutiger -trainer.

## Karriere

### Spieler
Der gebürtige Burgenländer feierte bereits mit 16 Jahren als Spieler von Admira Wacker sein Debüt in der österreichischen Bundesliga. 1992 berief ihn der damalige Teamchef Ernst Happel erstmals in die österreichische Nationalmannschaft, im Sommer desselben Jahres wechselte er von der Südstadt nach Hütteldorf zum SK Rapid Wien.
Obwohl der Verein bis 1994 in großen finanziellen Schwierigkeiten steckte und sportlich nur mäßig erfolgreich war, stand Kühbauer permanent im Kader der ÖFB-Auswahl. Bei Rapid bildete sich eine Gruppe um den jungen Spieler, die für gute Stimmung und 1994/95 auch für sehr ansprechende sportliche Leistungen sorgte. Das Ergebnis war der österreichische Cupsieg. Im Sommer 1995 verpflichtete Rapid ÖFB-Teamspieler Peter Stöger. Mit diesem, Andreas Heraf, Stephan Marasek und Zoran Barisic bildete man das beste Mittelfeld der Liga. Die Folge war der Gewinn der österreichischen Meisterschaft, international schaffte man den Einzug ins Europacupfinale der Pokalsieger.
1996/97 spielte er seine beste Saison für die Grün/Weißen, aufgrund vieler Undiszipliniertheiten reichte es jedoch nicht für den Meistertitel. Im Februar 1997 erlitt er seinen bisher größten und schmerzvollsten Schicksalsschlag. Seine schwangere Frau Michaela verunglückte auf dem Weg zum Flughafen (sie wollte ihren Mann vom Trainingslager abholen) bei einem Verkehrsunfall schwer und starb nach einem halben Jahr im Koma liegend an den Folgen. Kühbauer musste einen Neuanfang machen und wechselte in die Primera División zu Real Sociedad.
Einem sehr erfolgreichen ersten folgten zwei durchschnittlichere Jahre, weswegen er im Sommer 2000 zum deutschen Bundesligisten VfL Wolfsburg wechselte. Dort hatte er einen glücklichen Start und mit starken Leistungen war er für kurze Zeit Kapitän der Werkself. Die Erfolgswelle hielt nicht lange an, Kühbauer wurde als Kapitän degradiert, verlor seinen Stammplatz und wechselte schließlich im Sommer 2002 in die zweite österreichische Bundesliga zu seinem Heimatverein SV Mattersburg. Dort folgte gleich in der ersten Saison der Aufstieg in die oberste Spielklasse. Nach einigen Jahren im Mittelfeld der Liga schaffte man mit dem Erreichen des ÖFB-Cupfinales 2006 erstmals einen internationalen Startplatz und in der Herbstsaison 2006 den sehr guten zweiten Tabellenrang in der Liga.
Nach der Saison 2007/08 gab Kühbauer seinen Rücktritt aus dem Profifußball bekannt. Im Sommer 2012 spielte Kühbauer wieder beim unterklassigen SV Rohrbrunn Fußball.

### Trainer

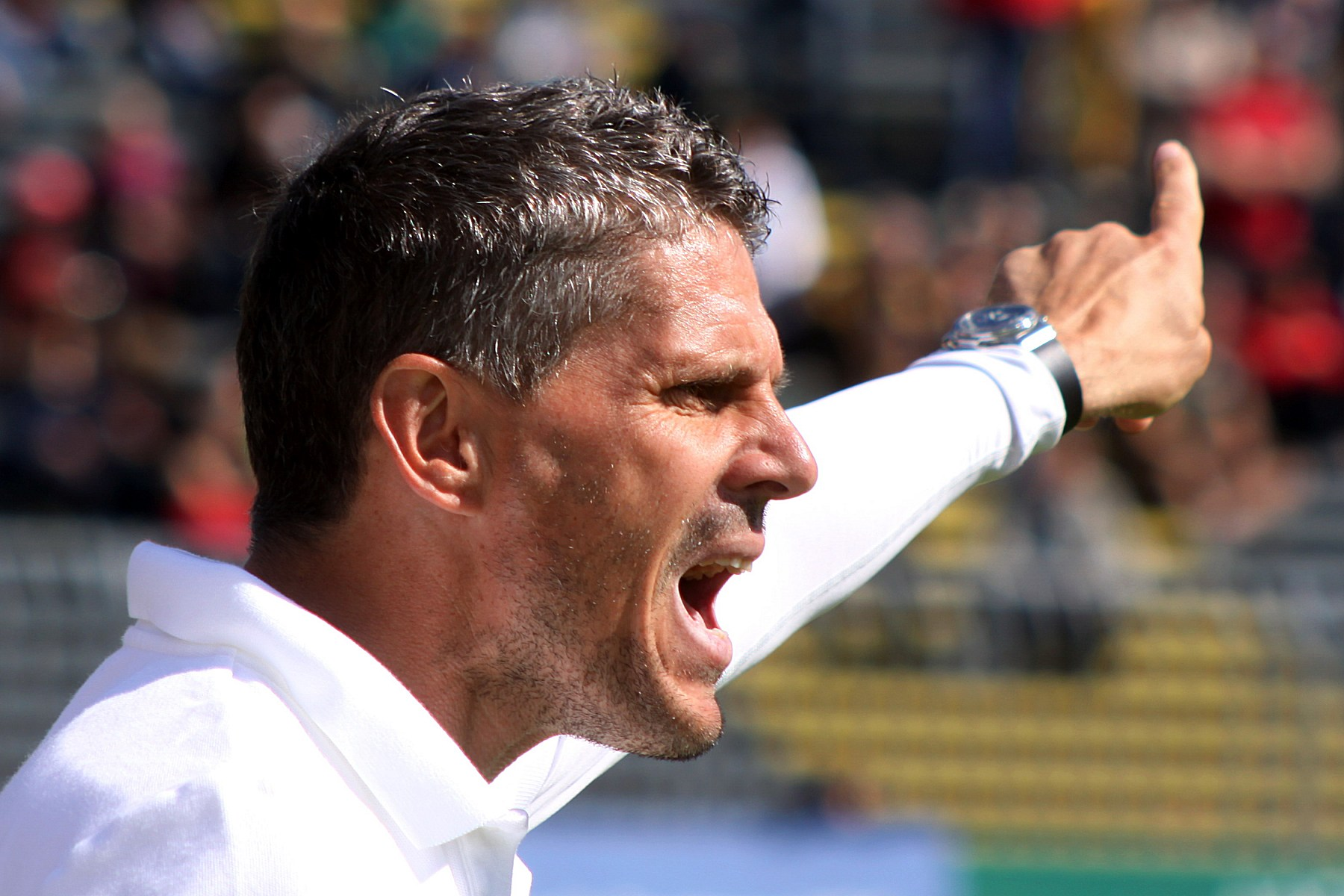
Dietmar Kübauer beim Saisonfinale 2013 in Mattersburg.

Im Dezember 2008, nachdem er die Trainer-A Lizenz erhalten hatte, trat er seine erste Trainerstation bei den Admira Amateuren an. Im April 2010 wurde er zum Cheftrainer von Admira Wacker Mödling befördert, nachdem Walter Schachner vorzeitig entlassen worden war.
In seiner ersten Saison als Admira-Trainer vollzog Kühbauer mit einem verkürzten Budget und einer jungen Mannschaft einen erfolgreichen Start in seine erste volle Trainersaison, die er am 24. Mai 2011 mit dem Meistertitel und dem damit verbundenen Aufstieg der Admira in die österreichische Bundesliga beendete. Er ist der erste Trainer der Admira seit Milan Miklavic in der Saison 1999/2000, der eine komplette Saison auf der Admira-Trainerbank überstanden hat. In seiner ersten Saison als Trainer der Admira in der österreichischen Bundesliga erreichte Kühbauer mit dem Team den dritten Rang in der Schlusstabelle und die Qualifikation für die Europa League. In der Saison 2012/13 war die Admira aufgrund der Abgänge der Mannschaftsstützen Christopher Dibon, Marcel Sabitzer und Philipp Hosiner und zahlreicher Verletzungen weniger erfolgreich und wahrte erst in der letzten Runde durch einen 1:0-Auswärtssieg beim SV Mattersburg den Klassenerhalt. Dennoch wurde am 11. Juni 2013 Kühbauers Vertrag, der bis 2014 gelaufen wäre, einvernehmlich gelöst. Kühbauer deutete als Grund dafür den sich abzeichnenden Sparkurs bei der Admira an.
Am 2. September 2013 verpflichtete ihn der österreichische Bundesligist Wolfsberger AC nach der Trennung von Trainer Slobodan Grubor.
Nach einer sehr erfolgreichen Saison 2014/15, bei der der WAC nach zwischenzeitlicher Tabellenführung auf Rang 5 zu liegen kam, verlief die Österreichische Fußballmeisterschaft 2015/16 vor allem im ersten Drittel als sehr dürftig. Der WAC lag nach 16 Runden auf dem letzten Platz und war somit abstiegsgefährdet. Darum musste Kühbauer am 25. November 2015 seinen Trainersessel räumen.
Am 1. April 2018 übernahm Kühbauer das Amt als Trainer des SKN St. Pölten von seinem Vorgänger Oliver Lederer. Im Oktober 2018 wechselte er zum Ligakonkurrenten SK Rapid Wien, für den er bereits als Spieler aktiv gewesen war. Dort erhielt er einen Vertrag bis Sommer 2021, der im April 2021 bis Sommer 2023 verlängert wurde. Nach drei Jahren wurde Kühbauer im November 2021 entlassen. Unter seine Amtszeit fielen jeweils zwei Vizemeistertitel sowie Qualifikationen für die Gruppenphase der UEFA Europa League. In die Saison 2021/22 war Rapid national allerdings unterdurchschnittlich gestartet, nach 14 Spieltagen standen lediglich vier Siege zu Buche und man befand sich in der sehr engen Liga (zwischen dem vierten und dem letzten Platz lagen lediglich fünf Punkte) auf dem siebten Rang.
Im Mai 2022 übernahm er den LASK als Trainer und erhielt einen bis Juni 2024 laufenden Vertrag. Die Saison 2021/22 beendete er mit den Linzern als Achter. Die Saison 2022/23 verlief für den LASK deutlich besser und Kühbauer führte das Team als Dritten der Endtabelle souverän zurück in die europäischen Bewerbe. Dennoch wurde er nach Saisonende durch Thomas Sageder ersetzt.
Zur Saison 2024/25 kehrte er als Nachfolger von Manfred Schmid zum Wolfsberger AC zurück.

## Erfolge

### Als Spieler
- 1× Meister Österreich: 1996 (SK Rapid Wien)
- 1× Cupsieger Österreich: 1995 (SK Rapid Wien)
- 1× Europacupfinale: 1996 (SK Rapid Wien)
- 1× WM-Teilnahme: Frankreich 1998
- 6× Sieger der Krone-Fußballerwahl: 1996, 1997, 1998, 2003, 2004, 2005
- Teil des Rapid Team des Jahrhunderts

### Als Trainer
- 1× Cupsieger Österreich: 2025 (Wolfsberger AC)